# Gustavo Luis Carrera
Gustavo Luis Carrera Damas (Cumaná, Estado de Sucre, Venezuela,  3 de septiembre de 1933) es un escritor, crítico literario, estudioso y ensayista venezolano. Miembro de la Academia Venezolana de Letras.
Padre de Luis Carrera Almoina quien fuera acusado de ser responsable del secuestro, intento de homicidio y tortura contra Linda Loaiza.

## Biografía
Nació en una familia Cumanesa, recibiendo apoyo al desarrollar su vocación humanística. Es hermano del historiador Germán Carrera Damas, y del expresidente del partido comunista Jerónimo Carrera. Se doctoró en letras en la Universidad Central de Venezuela. Se incorporó a la vida cultural de Venezuela como escritor e  investigador literario, fundando la revista Crítica Contemporánea. Fue profesor de la Facultad de Humanidades y Educación de la Universidad Central de Venezuela y rector de la Universidad Nacional Abierta; siendo presidente del Consorcio-Red de Educación a Distancia.
Carrera ha investigado la tradición folklórica literaria venezolana, área a la que ha impulsado especialmente mientras trabajó en el Instituto de Investigaciones Literarias de la  Universidad Central.

## Producción
Su producción literaria ganó reconocimiento a comienzos de la década de 1960, con la publicación de la obra La palabra opuesta una recopilación de cuentos. Varios de ellos inspirados a fines de la dictadura de Marcos Pérez Jiménez, en la convulsión política y social que caracterizó la apertura democrática.
En 1963 con el cuento "Las cuatro falacias" es distinguido con el premio del periódico El Nacional de Caracas, el cual recibe nuevamente en 1968 por su cuento Almena de sal, y nuevamente en 1973 su obra La partida del Aurora.
Entre sus novelas especial reconocimiento y premios le ha válido la novela titulada Viaje inverso. La misma es reconocida por la crítica como una de las grandes obras de narrativa venezolana del siglo XX. Al respecto el crítico literario José Napoleón Oropeza, ha expresado que " es una de las novelas más hermosas que se han publicado en Venezuela en los últimos años". En esta obra de Carrera confluyen elementos de narrativa histórica y de novela psicológica. Pedro Lázaro el protagonista recorre la Península de Araya, en tiempo pasado escribiendo un libro sobre la zona, a la vez que realiza reflexiones las cuales configuran otro tipo de viaje a su mundo interior.
En algunas de sus novelas ha recogido e incorporado elementos de los destacados cuentos y leyendas del folklore venezolano.

## Obras
Colecciones de cuentos
- La palabra opuesta, 1962
- Las cuatro falacias, 1963
- Almena de sal, 1972
- Opus incertum, 2016

Novela
- Viaje inverso, 1977
- La partida de Aurora, 1980
- Salomón, 1993
- Peregrino interno: infierno I, 2014

Ensayo
- La novela del petróleo en Venezuela, 1972
- La muerte discreta, 1982
- Imagen virtual: signos literarios y aproximaciones críticas, 1984
- El signo secreto, 1995

No ficción
- Los tambores de San Juan, 1964
- El abismo: relatos para la memoria del tiempo de la guerrilla, 2010

Selecciones, recopilaciones, antologías
- Cuentos, 1992